# Seznam občin italijanske dežele Sardinija
V seznamu so naštete občine vseh osmih pokrajin italijanske dežele Sardinija v izvirni italijanski obliki.

## Pokrajina Cagliari
A
Armungia • Assemini
B
Ballao • Barrali • Burcei
C
Cagliari • Capoterra • Castiadas
D
Decimomannu • Decimoputzu • Dolianova • Domus de Maria • Donorì
E
Elmas • Escalaplano • Escolca • Esterzili
G
Gergei • Gesico • Goni • Guamaggiore • Guasila
I
Isili
M
Mandas • Maracalagonis • Monastir • Monserrato • Muravera
N
Nuragus • Nurallao • Nuraminis • Nurri
O
Orroli • Ortacesus
P
Pimentel • Pula
Q
Quartu Sant'Elena • Quartucciu
S
Sadali • Samatzai • San Basilio • San Nicolò Gerrei • San Sperate • San Vito • Sant'Andrea Frius • Sarroch • Selargius • Selegas • Senorbì • Serdiana • Serri • Sestu • Settimo San Pietro • Seulo • Siliqua • Silius • Sinnai • Siurgus Donigala • Soleminis • Suelli
T
Teulada
U
Ussana • Uta
V
Vallermosa • Villa San Pietro • Villanova Tulo • Villaputzu • Villasalto • Villasimius • Villasor • Villaspeciosa

## Pokrajina Carbonia - Iglesias
B
Buggerru
C
Calasetta • Carbonia • Carloforte
D
Domusnovas
F
Fluminimaggiore
G
Giba • Gonnesa
I
Iglesias
M
Masainas • Musei
N
Narcao • Nuxis
P
Perdaxius • Piscinas • Portoscuso
S
San Giovanni Suergiu • Sant'Anna Arresi • Sant'Antioco • Santadi
T
Tratalias
V
Villamassargia • Villaperuccio

## Pokrajina Medio Campidano
A

Arbus
B
Barumini
C
Collinas
F
Furtei
G
Genuri • Gesturi • Gonnosfanadiga • Guspini
L
Las Plassas • Lunamatrona
P
Pabillonis • Pauli Arbarei
S
Samassi • San Gavino Monreale • Sanluri • Sardara • Segariu • Serramanna • Serrenti • Setzu • Siddi
T
Tuili • Turri
U
Ussaramanna
V
Villacidro • Villamar • Villanovaforru • Villanovafranca

## Pokrajina Nuoro
A
Aritzo • Atzara • Austis
B
Belvì • Birori • Bitti • Bolotana • Borore • Bortigali
D
Desulo • Dorgali • Dualchi
F
Fonni
G
Gadoni • Galtellì • Gavoi
I
Irgoli
L
Lei • Loculi • Lodine • Lodè • Lula
M
Macomer • Mamoiada • Meana Sardo
N
Noragugume • Nuoro
O
Oliena • Ollolai • Olzai • Onani • Onifai • Oniferi • Orani • Orgosolo • Orosei • Orotelli • Ortueri • Orune • Osidda • Ottana • Ovodda
P
Posada
S
Sarule • Silanus • Sindia • Siniscola • Sorgono • Suni
T
Teti • Tiana • Tonara • Torpè

## Pokrajina Ogliastra
A
Arzana
B
Bari Sardo • Baunei
C
Cardedu
E
Elini
G
Gairo • Girasole
I
Ilbono
J
Jerzu
L
Lanusei • Loceri • Lotzorai
O
Osini
P
Perdasdefogu
S
Seui
T
Talana • Tertenia • Tortolì • Triei
U
Ulassai • Urzulei • Ussassai
V
Villagrande Strisaili

## Pokrajina Olbia - Tempio
A
Aggius • Aglientu • Alà dei Sardi • Arzachena
B
Badesi • Berchidda • Bortigiadas • Buddusò • Budoni
C
Calangianus
G
Golfo Aranci
L
La Maddalena • Loiri Porto San Paolo • Luogosanto • Luras
M
Monti
O
Olbia • Oschiri
P
Padru • Palau
S
San Teodoro • Sant'Antonio di Gallura • Santa Teresa Gallura
T
Telti • Tempio Pausania • Trinità d'Agultu e Vignola

## Pokrajina Oristano
A
Abbasanta • Aidomaggiore • Albagiara • Ales • Allai • Arborea • Ardauli • Assolo • Asuni
B
Baradili • Baratili San Pietro • Baressa • Bauladu • Bidonì • Bonarcado • Boroneddu • Bosa • Busachi
C
Cabras • Cuglieri • Curcuris
F
Flussio • Fordongianus
G
Genoni • Ghilarza • Gonnoscodina • Gonnosnò • Gonnostramatza
L
Laconi
M
Magomadas • Marrubiu • Masullas • Milis • Modolo • Mogorella • Mogoro • Montresta • Morgongiori
N
Narbolia • Neoneli • Norbello • Nughedu Santa Vittoria • Nurachi • Nureci
O
Ollastra • Oristano
P
Palmas Arborea • Pau • Paulilatino • Pompu
R
Riola Sardo • Ruinas
S
Sagama • Samugheo • San Nicolò d'Arcidano • San Vero Milis • Santa Giusta • Santu Lussurgiu • Scano di Montiferro • Sedilo • Seneghe • Senis • Sennariolo • Siamaggiore • Siamanna • Siapiccia • Simala • Simaxis • Sini • Siris • Soddì • Solarussa • Sorradile
T
Tadasuni • Terralba • Tinnura • Tramatza • Tresnuraghes
U
Ulà Tirso • Uras • Usellus
V
Villa Sant'Antonio • Villa Verde • Villanova Truschedu • Villaurbana
Z
Zeddiani • Zerfaliu

## Pokrajina Sassari
A
Alghero • Anela • Ardara
B
Banari • Benetutti • Bessude • Bonnanaro • Bono • Bonorva • Borutta • Bottidda • Bultei • Bulzi • Burgos
C
Cargeghe • Castelsardo • Cheremule • Chiaramonti • Codrongianos • Cossoine
E
Erula • Esporlatu
F
Florinas
G
Giave
I
Illorai • Ittireddu • Ittiri
L
Laerru
M
Mara • Martis • Monteleone Rocca Doria • Mores • Muros
N
Nughedu San Nicolò • Nule • Nulvi
O
Olmedo • Osilo • Ossi • Ozieri
P
Padria • Pattada • Perfugas • Ploaghe • Porto Torres • Pozzomaggiore • Putifigari
R
Romana
S
Santa Maria Coghinas • Sassari • Sedini • Semestene • Sennori • Siligo • Sorso • Stintino
T
Tergu • Thiesi • Tissi • Torralba • Tula
U
Uri • Usini
V
Valledoria • Viddalba • Villanova Monteleone